# Су Гувентеду (Каљари)
Су Гувентеду је насеље у Италији у округу Каљари, региону Сардинија.
Према процени из 2011. у насељу је живело 23 становника. Насеље се налази на надморској висини од 6 м.